# Epanaphe ealana
Epanaphe ealana is een vlinder uit de familie tandvlinders (Notodontidae), onderfamilie processievlinders (Thaumetopoeinae). De wetenschappelijke naam van deze soort is voor het eerst geldig gepubliceerd in 1922 door Strand.
De soort komt voor in tropisch Afrika.